# ابو عیسی
ابو عیسی (انگلیسی: Abo Eisa؛ زادهٔ ۵ ژانویهٔ ۱۹۹۶) بازیکن فوتبال اهل سودان است.
از باشگاه‌هایی که در آن بازی کرده است می‌توان به باشگاه فوتبال اسکانتورپ یونایتد و باشگاه فوتبال شروزبری تاون اشاره کرد.
وی همچنین در تیم ملی فوتبال سودان بازی کرده است.